# Kazimiera Narkiewicz

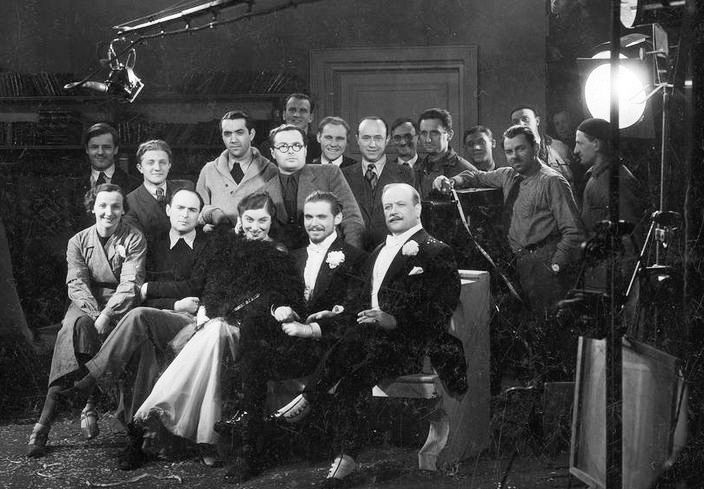
Zdjęcie z planu filmu Róża (1936). W pierwszym rzędzie siedzą od lewej: charakteryzatorka Kazimiera Narkiewicz, reżyser Józef Lejtes, Irena Eichlerówna, Witold Zacharewicz, Bogusław Samborski. W drugim rzędzie stoją m.in. kierownik produkcji Mieczysław Znamierowski, producent Marek Libkow, redaktor M. Szczęsny, operator Seweryn Steinwurzel, operator Albert Wywerka (2. z prawej, w ciemnym krawacie, oparty o kamerę)

Kazimiera Teresa Narkiewicz, także Kazimiera Narkiewicz-Opalińska (ur. 4 września 1912 w Winnicy, zm. 29 marca 1985) – polska charakteryzatorka, założycielka Szkoły Charakteryzacji Artystycznej dla Teatru i Filmu w Łodzi (1945–1949) – pierwszej w Polsce szkoły edukującej w zakresie charakteryzacji.

## Życiorys
Uczyła się w Państwowym Żeńskim Seminarium Nauczycielskim im. E. Orzeszkowej w Trokach (1930–1932). Studiowała w Berlinie i Wiedniu, gdzie w 1936 uzyskała tytuł plastyka-charakteryzatora. Podczas II wojny światowej przebywała w Warszawie pracując w instytutach kosmetycznych. Ponadto, mieszkając przy ul. Ikara 5 w domu rodziny Przedpełskich zajmowała się pomocą żołnierzom Armii Krajowej i Żydom, charakteryzując ich, tym samym uniemożliwiając rozpoznanie i aresztowanie przez okupanta.
W latach 1945–1949 prowadziła w Łodzi Szkołę Charakteryzacji Artystycznej dla Teatru i Filmu. Do absolwentów prowadzonej przez nią szkoły należą m.in.: Halina Ber, Teresa Tomaszewska, Halina Sieńska i Kaja Leszczyńska. Po zakończeniu działalności edukacyjnej podjęła pracę w Wytwórni Filmów Fabularnych. Była charakteryzatorką w wielu filmach, zarówno przedwojennych, jak i powojennych.

### Życie prywatne
Była żoną Kazimierza Opalińskiego – reżysera i aktora oraz matką charakteryzatorki – Krystyny Kai Leszczyńskiej. Jej bratem był charakteryzator – Konrad Narkiewicz. Została pochowana na Cmentarzu Powązkowskim w Alei Zasłużonych (rząd 1, miejsce 91).

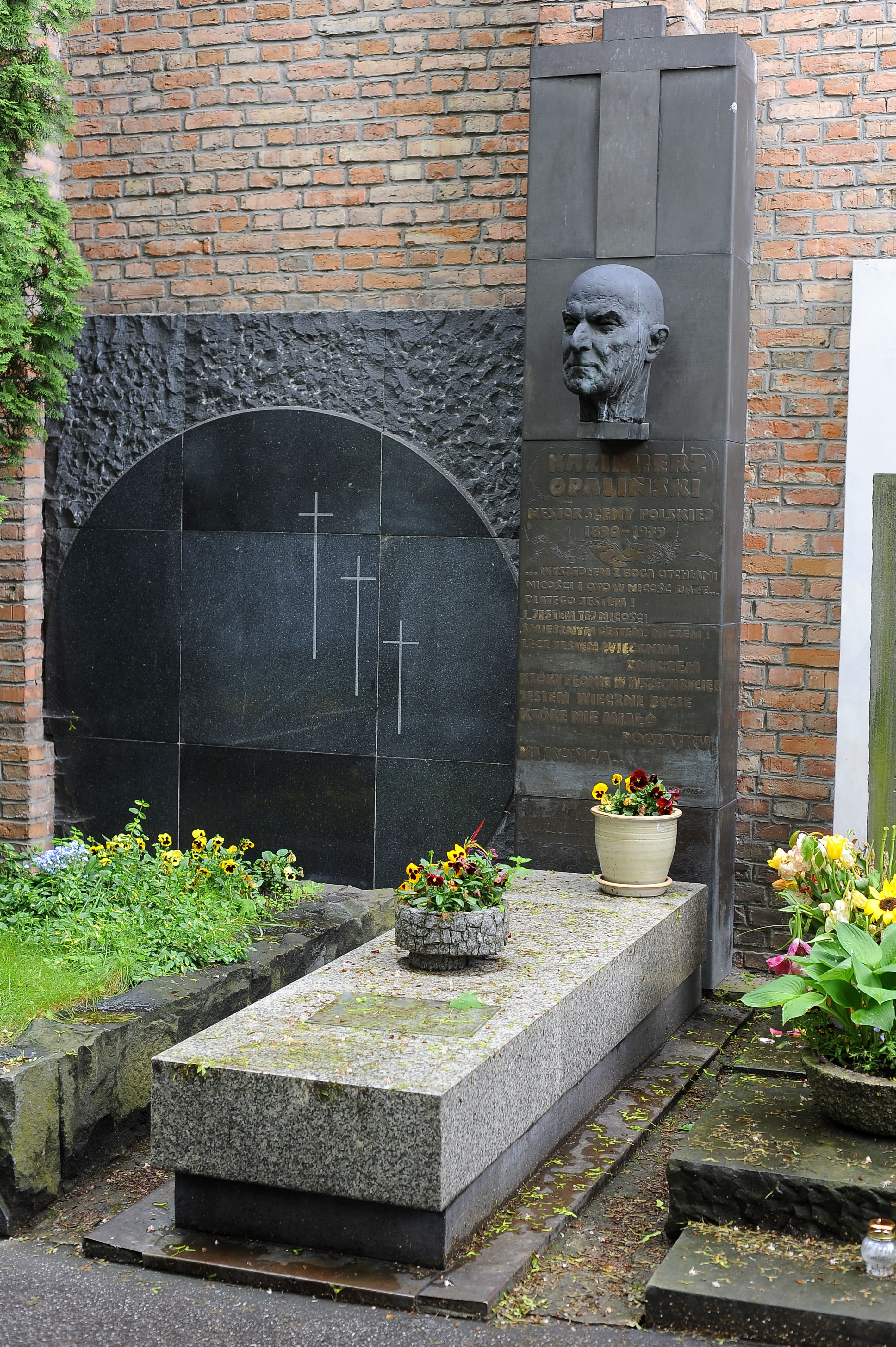
Grób Kazimiery Narkiewicz-Opalińskiej i Kazimierza Opalińskiego na cmentarzu Powązkowskim w Warszawie.

.

## Charakteryzacja
- 1933: „Zabawka” (jako asystent charakteryzatora)[5]
- 1934: „Młody las”
- 1935:
  - „Dzień wielkiej przygody”
  - „Dwie Joasie” (jako asystent charakteryzatora)
- 1937:
  - „Niedorajda”
  - „Halka”
- 1938: „Sygnały”
- 1939: „Czarne diamenty”
- 1945: „Orły i sokoły”
- 1947: „Ostatni etap”
- 1949: „Dom na pustkowiu”
- 1950:
  - „Dwie brygady”
  - „Miasto nieujarzmione”
- 1956: „Jerzy Leszczyński”
- 1958: „Dezerter”
- 1959: „Pan profesor”
- 1960:
  - „Ostrożnie Yeti”
  - „Mój teatr”
  - „Przygoda w terenie”
- 1961:
  - „Chwila tańca”
  - „Dotknięcie nocy”
- 1962:
  - „I ty zostaniesz Indianinem”
  - „Spóźnieni przechodnie”
- 1963: „Przygoda noworoczna”
- 1965:
  - „Człowiek z kwiatem w ustach” – część cyklu telewizyjnego pt. „Klasyka światowa”
  - „Piwo”
  - „Wystrzał”

Źródło: FilmPolski.pl.